# 櫻井りかこ
櫻井 りかこ（さくらい りかこ、1990年6月24日 - ）は日本のタレント、女優である。

## 映画
- 『僕らは歩く、ただそれだけ』（2009年、監督：廣木隆一） - 女子高生まりあ役

## TV
- アイ☆スタ!（2008年、スカパー エンタ!371）[1]

## CM
- マジオドライビングスクール

## 雑誌
- Leap（リープ）（鹿児島・月刊情報誌の表紙、2003年7・11月）